# The ReVe Festival: Day 1
| Críticas profissionais | Críticas profissionais |
| Avaliações da crítica  | Avaliações da crítica  |
| Fonte                  | Avaliação              |
| ---------------------- | ---------------------- |
| Exclaim!               | 7/10                   |

The ReVe Festival: Day 1 é o sexto extended play coreano (décimo em geral) do grupo feminino sul-coreano Red Velvet, lançado em 19 de junho de 2019, através da SM Entertainment. O EP foi anunciado em 4 de junho e ficou disponível para pré-venda no mesmo dia. Apresenta o single "Zimzalabim", e é o primeiro lançamento da trilogia The ReVe Festival. O EP estreou no topo da Gaon Album Chart.

## Antecedentes
O EP foi nomeado ReVe, pois significa Red Velvet, e significa "sonho" ou "fantasia" em francês. ReVe também é o nome de um personagem robótico fictício que era um mascote da segunda turnê do grupo, Redmare. O personagem também aparece em material promocional para o grupo. O single principalmente "Zimzalabim" também foi descrito como "electropop viciante com bateria rítmica e melodias legais".

## Promoção
O EP foi anunciado através da mídia social em 4 de junho de 2019, com uma imagem de uma moeda de ouro com os nomes das integrantes do grupo, o título e a data. Em 10 de junho, o grupo confirmou o single "Zimzalabim" através de suas redes sociais.
Um videoclipe especial para "Milkshake" foi carregado em 1 de agosto de 2019 para coincidir com o quinto aniversário do grupo. O vídeo foi exibido pela primeira vez no evento de reunião de fãs do aniversário do grupo, 'inteRView vol.5'.

## Desempenho comercial
A versão em CD do EP estreou no topo da Gaon Weekly Album Chart, e vendeu 182.210 cópias em junho de 2019 na Coreia do Sul, ficando em segundo lugar no mês, enquanto a versão kihno do EP ficou em quadragésimo nono na tabela mensal com 3.611 cópias. Juntos, este EP vendeu 185.821 cópias no primeiro mês.

## Lista de faixas
| N.º            | Título                                   | Letras                    | Música                                                                                  | Arranjo                             | Duração |  |
| 1.             | "Zimzalabim" (짐살라빔; Jimsallabim)     | Lee Seu-ran               | Olof Lindskog Daniel Caesar Ludwig Lindell Hayley Aitken                                | Ollipop Caesar & Loui               | 3:10    |  |
| 2.             | "Sunny Side Up!"                         | Jeon Gandi                | Moonshine Ellen Berg Cazzi Opeia                                                        | Moonshine                           | 3:23    |  |
| 3.             | "Milkshake"                              | Kim Bo-eun (Jam Factory)  | Moonshine Cazzi Opeia Boots a.k.a. Per Kristian Ottestad                                | Moonshine                           | 3:30    |  |
| 4.             | "Bing Bing" (친구가 아냐; Chinguga Anya) | Kim Soo-jin (Jam Factory) | Will Simms Ylva Dimberg Neil Athale                                                     | Will Simms Ylva Dimberg Neil Athale | 3:27    |  |
| 5.             | "Parade" (안녕, 여름; Annyeong, Yeoreum) | Seo Ji-eum                | Fredrik Häggstam Johan Gustafsson Sebastian Lundberg Ylva Dimberg                       | Trinity                             | 3:13    |  |
| 6.             | "LP"                                     | Seo Ji-eum                | Ryan S. Jhun Hanif Hitmanic Sabzevari Dennis DeKo Kordnejad Pontus PJ Ljung Anna Isbäck | Ryan S. Jhun Hitmanic DeKo PJ       | 3:27    |  |
| Duração total: | Duração total:                           | Duração total:            | Duração total:                                                                          | Duração total:                      | 20:10   |  |

## Desempenho nas tabelas
| Tabela musical (2019)                         | Melhor posição |
| --------------------------------------------- | -------------- |
| Coreia do Sul (Gaon Albums)                   | 1              |
| Estados Unidos (Billboard Top Heatseekers)    | 5              |
| Estados Unidos (Billboard Independent Albums) | 22             |
| Estados Unidos (Top World Albums)             | 7              |
| França (SNEP Digital Albums)                  | 53             |
| Japão (Oricon)                                | 20             |
| Japão (Billboard Japan Hot Albums)            | 46             |
| Reino Unido (UK Digital Albums)               | 68             |
| Reino Unido (OCC Independent Album Breakers)  | 16             |

| Tabela musical (2019) | Posição |
| --------------------- | ------- |
| Coreia do Sul (Gaon)  | 37      |

## Prêmios e indicações
| Crítica/Publicação | Lista                                | Canção          | Posição | Ref.   |
| ------------------ | ------------------------------------ | --------------- | ------- | ------ |
| MTV                | Os Melhores Lados B do K-pop de 2019 | "Sunny Side Up" | 10      | [ 21 ] |

| Ano  | Premiação               | Prêmio                                     | Recipiente               | Resultado |
| ---- | ----------------------- | ------------------------------------------ | ------------------------ | --------- |
| 2019 | Mnet Asian Music Awards | Melhor Performance de Dança Grupo Feminino | "Zimzalabim"             | Indicado  |
| 2020 | Golden Disc Awards      | Disco Bonsang                              | The ReVe Festival' Day 1 | Indicado  |
| 2020 | Gaon Chart Music Awards | Canção do Mês (Junho de 2019)              | "Zimzalabim"             | Indicado  |

| Canção           | Programa  | Canal               | Data |
| ---------------- | --------- | ------------------- | ---- |
| "Zimzalabim"     |           |                     |      |
| Show Champion    | MBC Music | 26 de junho de 2019 |      |
| M Countdown      | Mnet      | 27 de junho de 2019 |      |
| Music Bank       | KBS       | 28 de junho de 2019 |      |
| Show! Music Core | MBC       | 29 de junho de 2019 |      |
| Inkigayo         | SBS       | 30 de junho de 2019 |      |

## Histórico de lançamento
| Região        | Data                | Formato                       | Gravadora        |
| ------------- | ------------------- | ----------------------------- | ---------------- |
| Coreia do Sul | 19 de junho de 2019 | CD download digital streaming | SM Entertainment |